# Ludolf Bakhuizen
Ludolf Bakhuizen (også stavet Ludolf Backhuijzen, Ludolf Backhuizen, Ludolph Backhuyzen, Ludolph Backhuysen og Ludolf Bakhuysen) (28. december 1630 – 7. november 1708) var en tyskfødt hollandsk kunstmaler, kalligraf, trykker o.a. Han blev den førende hollandske marinemaler efter Willem van de Velde den ældre og yngre rejste til England i 1672. Han malede også portrætter af sin familie og vennekreds.